# Omaha Open 1972
L'Omaha Open 1973 è stato un torneo di tennis giocato sul sintetico indoor. È stata la 4ª edizione del torneo, che fa parte del Commercial Union Assurance Grand Prix 1972. Si è giocato a Omaha negli Stati Uniti, dal 24 al 30 gennaio 1972.

## Campioni

### Singolare
Ilie Năstase ha battuto in finale  Ion Țiriac con il punteggio di 2–6, 6–1, 6–1

### Doppio
Ilie Năstase /  Ion Țiriac hanno battuto in finale  Andrés Gimeno /  Manuel Orantes con il punteggio di 5–7 6–4 7–6